# Afrikaspiele 2019/Leichtathletik – 100 m der Männer
Der 100-Meter-Lauf der Männer bei den Afrikaspielen 2019 fand am 26. und 27. August im Stade Moulay Abdallah in Rabat statt.
56 Sprinter aus 29 Ländern nahmen an dem Wettbewerb teil. Die Goldmedaille gewann Raymond Ekevwo mit 9,96 s, Silber ging an Arthur Cissé mit 9,97 s und die Bronzemedaille gewann Usheoritse Itsekiri mit 10,02 s.

## Rekorde
| Weltrekord        | Usain Bolt | 9,58 s | Weltmeisterschaften in Berlin, Deutschland | 16. August 2009  |
| Rekord der Spiele | Deji Aliu  | 9,95 s | Afrikaspiele in Abuja, Nigeria             | 12. Oktober 2003 |

## Vorläufe
Aus den sieben Vorläufen qualifizierten sich die jeweils drei Ersten jedes Laufes – hellblau unterlegt – und zusätzlich die drei Zeitschnellsten – hellgrün unterlegt – für das Halbfinale.

### Lauf 1
26. August 2019, 10:35 Uhr

Wind: +0,2 m/s
| Platz | Bahn | Athlet                 | Land             | Zeit (s) |
| ----- | ---- | ---------------------- | ---------------- | -------- |
| 1     | 2    | Chederick van Wyk      | Südafrika        | 10,39    |
| 2     | 7    | Mosito Lehata          | Lesotho          | 10,47    |
| 3     | 6    | Keene Charles Motukisi | Botswana         | 10,57    |
| 4     | 3    | Mehdi Takordmioui      | Marokko          | 10,57    |
| 5     | 4    | Gift Kawale            | Malawi           | 11,01    |
| 6     | 8    | Alpha Breezy Kamara    | Sierra Leone     | 11,21    |
| 7     | 5    | Abdusetar Kemal Kereta | Äthiopien        | 11,29    |
| 8     | 9    | Villarubia Santander   | Äquatorialguinea | 11,49    |

### Lauf 2
26. August 2019, 10:42 Uhr

Wind: +0,4 m/s
| Platz | Bahn | Athlet                      | Land                         | Zeit (s) |
| ----- | ---- | --------------------------- | ---------------------------- | -------- |
| 1     | 1    | Thando Dlodlo               | Südafrika                    | 10,37    |
| 2     | 8    | Sean Safo-Antwi             | Ghana                        | 10,51    |
| 3     | 5    | Ngoni Makusha               | Simbabwe                     | 10,57    |
| 4     | 7    | Jean Tarcisius Batamboc     | Kamerun                      | 10,61    |
| 5     | 3    | Manzila-mahambou Romeo      | Republik Kongo               | 10,65    |
| 6     | 9    | Stern Noel Liffa            | Malawi                       | 10,79    |
| 7     | 2    | Issa Sangare                | Mali                         | 10,79    |
| 8     | 6    | Mabrouk Matar               | Tschad                       | 11,08    |
| 9     | 4    | Yannick Badibanga Tshibenga | Demokratische Republik Kongo | 11,29    |

### Lauf 3
26. August 2019, 10:49 Uhr

Wind: −0,4 m/s
| Platz | Bahn | Athlet                  | Land           | Zeit (s) |
| ----- | ---- | ----------------------- | -------------- | -------- |
| 1     | 9    | Seye Ogunlewe           | Nigeria        | 10,36    |
| 2     | 2    | Dickson Kamungeremu     | Simbabwe       | 10,46    |
| 3     | 7    | Sharry Dodin            | Seychellen     | 10,72    |
| 4     | 5    | Gnamien Nehemie N'Goran | Elfenbeinküste | 10,72    |
| 5     | 3    | Nathan Abebe            | Äthiopien      | 10,74    |
| 6     | 6    | Mark Odhiambo           | Kenia          | 10,83    |
| 7     | 8    | Solomon Obuto           | Uganda         | 11,09    |
|       | 4    | Gilbert Hainuca         | Namibia        | DSQ 1    |

### Lauf 4
26. August 2019, 10:56 Uhr

Wind: −0,3 m/s
| Platz | Bahn | Athlet                         | Land           | Zeit (s) |
| ----- | ---- | ------------------------------ | -------------- | -------- |
| 1     | 9    | Usheoritse Itsekiri            | Nigeria        | 10,27    |
| 2     | 2    | Joseph Paul Amoah              | Ghana          | 10,28    |
| 3     | 6    | Arthur Cissé                   | Elfenbeinküste | 10,30    |
| 4     | 7    | Elie Jonathan Denis Bardottier | Mauritius      | 10,44    |
| 5     | 5    | Sengan Jobe                    | Gambia         | 10,81    |
| 6     | 3    | Leeroy Henriette               | Seychellen     | 10,91    |
| 7     | 4    | Aboubabacar Barry              | Guinea         | 11,06    |
|       | 8    | Machmour Chakir                | Marokko        | DSQ 2    |

### Lauf 5
26. August 2019, 11:03 Uhr

Wind: +0,4 m/s
| Platz | Bahn | Athlet                   | Land           | Zeit (s) |
| ----- | ---- | ------------------------ | -------------- | -------- |
| 1     | 7    | Raymond Ekevwo           | Nigeria        | 10,20    |
| 2     | 8    | Benjamin Azamati         | Ghana          | 10,32    |
| 3     | 5    | Sibusiso Matsenjwa       | Eswatini       | 10,54    |
| 4     | 4    | Guy Maganga Gorra        | Gabun          | 10,65    |
| 5     | 3    | Noa Bibi                 | Mauritius      | 10,74    |
| 6     | 6    | Ibrahim Diomande         | Elfenbeinküste | 10,77    |
| 7     | 9    | Chenoult Lionel Coetzee  | Namibia        | 11,83    |
| 8     | 2    | Tewodiros Atinafu Geramo | Äthiopien      | 11,20    |

### Lauf 6
26. August 2019, 11:10 Uhr

Wind: +0,6 m/s
| Platz | Bahn | Athlet               | Land                         | Zeit (s) |
| ----- | ---- | -------------------- | ---------------------------- | -------- |
| 1     | 5    | Ebrima Camara        | Gambia                       | 10,21    |
| 2     | 4    | Karabo Mothibi       | Botswana                     | 10,43    |
| 3     | 9    | Dylan Sicobo         | Seychellen                   | 10,63    |
| 4     | 3    | Pius Adome           | Uganda                       | 10,69    |
| 5     | 2    | Phomolo Lekhoana     | Lesotho                      | 10,80    |
| 6     | 7    | Lulius Morie         | Sierra Leone                 | 10,91    |
| 7     | 8    | Samuel Ekembe Bokabo | Demokratische Republik Kongo | 11,43    |

### Lauf 7
26. August 2019, 11:17 Uhr

Wind: +0,3 m/s
| Platz | Bahn | Athlet               | Land             | Zeit (s) |
| ----- | ---- | -------------------- | ---------------- | -------- |
| 1     | 2    | Henricho Bruintjies  | Südafrika        | 10,45    |
| 2     | 9    | Adama Jammeh         | Gambia           | 10,49    |
| 3     | 7    | Fabrice Dabla        | Togo             | 10,60    |
| 4     | 8    | Henry Bandiaky       | Senegal          | 10,63    |
| 5     | 4    | Mayoumendam Zounedou | Kamerun          | 10,73    |
| 6     | 5    | Yateya Kambepera     | Botswana         | 10,92    |
| 7     | 3    | Abdramane Simpore    | Burkina Faso     | 11,02    |
| 8     | 6    | Ndong Gregorio       | Äquatorialguinea | 11,86    |

## Halbfinale
Aus den drei Halbfinalläufen qualifizierten sich die jeweils zwei Ersten jedes Laufes – hellblau unterlegt – und zusätzlich die zwei Zeitschnellsten – hellgrün unterlegt – für das Finale.

### Lauf 1
26. August 2019, 17:40 Uhr

Wind: −0,6 m/s
| Platz | Bahn | Athlet                         | Land           | Zeit (s) |
| ----- | ---- | ------------------------------ | -------------- | -------- |
| 1     | 4    | Ebrima Camara                  | Gambia         | 10,27    |
| 2     | 8    | Arthur Cissé                   | Elfenbeinküste | 10,27    |
| 3     | 5    | Benjamin Azamati               | Ghana          | 10,43    |
| 4     | 6    | Seye Ogunlewe                  | Nigeria        | 10,45    |
| 5     | 9    | Sibusiso Matsenjwa             | Eswatini       | 10,54    |
| 6     | 7    | Karabo Mothibi                 | Botswana       | 11,55    |
| 7     | 3    | Elie Jonathan Denis Bardottier | Mauritius      | 11,57    |
| 8     | 2    | Sharry Dodin                   | Seychellen     | 10,76    |

### Lauf 2
26. August 2019, 17:47 Uhr
| Platz | Bahn | Athlet                 | Land       | Zeit (s) |
| ----- | ---- | ---------------------- | ---------- | -------- |
| 1     | 4    | Usheoritse Itsekiri    | Nigeria    | 10,25    |
| 2     | 7    | Joseph Paul Amoah      | Ghana      | 10,36    |
| 3     | 6    | Thando Dlodlo          | Südafrika  | 10,38    |
| 4     | 9    | Ngoni Makusha          | Simbabwe   | 10,54    |
| 5     | 8    | Keene Charles Motukisi | Botswana   | 10,71    |
| 6     | 3    | Dylan Sicobo           | Seychellen | 10,80    |
|       | 2    | Mehdi Takordmioui      | Marokko    | DSQ 3    |
|       | 5    | Dickson Kamungeremu    | Simbabwe   | DNF      |

### Lauf 3
26. August 2019, 17:54 Uhr

Wind: −0,1 m/s
| Platz | Bahn | Athlet                  | Land      | Zeit (s) |
| ----- | ---- | ----------------------- | --------- | -------- |
| 1     | 6    | Raymond Ekevwo          | Nigeria   | 10,26    |
| 2     | 9    | Sean Safo-Antwi         | Ghana     | 10,41    |
| 3     | 7    | Chederick van Wyk       | Südafrika | 10,41    |
| 4     | 4    | Henricho Bruintjies     | Südafrika | 10,43    |
| 5     | 5    | Mosito Lehata           | Lesotho   | 10,44    |
| 6     | 3    | Fabrice Dabla           | Togo      | 10,66    |
| 7     | 2    | Jean Tarcisius Batamboc | Kamerun   | 10,74    |
|       | 8    | Adama Jammeh            | Gambia    | DNF      |

## Finale
27. August 2019, 16:58 Uhr

Wind: +1,6 m/s
| Platz | Bahn | Athlet              | Land           | Zeit (s) |
| ----- | ---- | ------------------- | -------------- | -------- |
|       | 7    | Raymond Ekevwo      | Nigeria        | 9,96     |
|       | 5    | Arthur Cissé        | Elfenbeinküste | 9,97     |
|       | 4    | Usheoritse Itsekiri | Nigeria        | 10,02    |
| 4     | 8    | Joseph Paul Amoah   | Ghana          | 10,11    |
| 5     | 9    | Sean Safo-Antwi     | Ghana          | 10,18    |
| 6     | 2    | Chederick van Wyk   | Südafrika      | 10,31    |
| 7     | 6    | Ebrima Camara       | Gambia         | 10,33    |
| 8     | 3    | Thando Dlodlo       | Südafrika      | 10,33    |